# Evropska zelena stranka
Evropska zelena stranka (EZS), tudi evropski zeleni, je evropska politična stranka, ki združuje politične stranke v Evropi, ki podpirajo zeleno politiko. V Evropskem parlamentu EZS sodeluje z Evropsko svobodno zvezo (ESZ). Skupina teh dveh strank se imenuje Zeleni/Evropska svobodna zveza.
Članici iz Slovenije sta SMS - Zeleni in VESNA - zelena stranka.

## Zastopanost v institucijah Evropske unije
| Organizacija              | Institucija                                       | Zastopanost     |
| ------------------------- | ------------------------------------------------- | --------------- |
| Evropska unija            | Evropski parlament                                | 44 / 720 (6%)   |
| Evropska unija            | Evropska komisija                                 | 0 / 27 (0%)     |
| Evropska unija            | Evropski svet (Heads of Government)               | 0 / 27 (0%)     |
| Evropska unija            | Svet Evropske unije (Participation in Government) |                 |
| Evropska unija            | Evropski odbor regij                              | 10 / 329 (3%)   |
| Svet Evrope (kot del SOC) | Parlamentarna skupščina                           | 157 / 612 (26%) |